# Галено
Вендерсон Родрігес до Насіменто Галено (порт. Wenderson Rodrigues do Nascimento Galeno), відомий як просто Галено (порт. Galeno, нар. 22 жовтня 1997, Барра-до-Корда) — бразильський футболіст, нападник португальського клубу «Порту».

## Ігрова кар'єра
Народився 22 жовтня 1997 року в місті Барра-до-Корда. Вихованець футбольної школи клубу «Триндаде». З 2015 року почав залучатися до складу основної команди клубу, а вже наступного року перейшов до «Греміо» (Анаполіс), з якого був відразу ж орендований до португальського «Порту».
Відігравши сезон 2016/17 за «Порту Б», де був одним з лідерів атак, влітку 2017 уклав повноцінний контракт з португальським грандом. Продовжив виступати здебільшого за другу команду, провівши у першій половині сезону 2017/18 також дві гри за основну команду «Порту» у Прімейрі.
Першу половину 2018 року провів в оренді в «Портімоненсі», після чого протягом року також на орендних умовах грав за «Ріу-Аве».
У плани тренерського штабу «Порту» бразильський нападник не входив, і влітку 2019 року керівництво клубу погодило його трансфер за 3,5 мільйона євро до «Браги». У дебютному сезоні в новій команді відзначився шістьма забитими голами у 27 іграх португальської першості.

## Титули і досягнення
- Володар Кубка Португалії (4):

«Брага»: 2020-21
«Порту»:  2021-22, 2022-23, 2023-24
- Володар Кубка португальської ліги (2):

«Брага»: 2019-20
«Порту»: 2022-23
- Чемпіон Португалії (1):

«Порту»: 2021-22
- Володар Суперкубка Португалії (2):

«Порту»: 2022, 2024